# Кадишево (Ульяновська область)
Кадишево (рос. Кадышево) — село в Карсунському районі Ульяновської області Російської Федерації.
Населення становить 296 осіб. Входить до складу муніципального утворення Горенське сільське поселення.

## Історія
Від 2004 року входить до складу муніципального утворення Горенське сільське поселення.

## Населення
| 2010 |
| ---- |
| 296  |